# Seattle Seahawks 1997
La stagione 1997 dei Seattle Seahawks è stata la 22ª della franchigia nella National Football League. Questa stagione segnò l'inizio di una nuova era per i Seahawks che nel primo giro scelsero Shawn Springs e Walter Jones, scambiarono il quarterback Rick Mirer e firmarono il quarterback ex Houston Oilers e Minnesota Vikings Warren Moon per fungere da riserva di John Friesz. Inoltre firmarono il rookie quarterback Jon Kitna. Dopo un infortunio nella settimana 1 capitato a Friesz, Moon guidò i Seahawks a migliorare dal record di 7-9 del 1996, salendo a un bilancio 8-8.

## Scelte nel Draft NFL 1997
| Giro/Scelta | Giocatore     | Ruolo            | College       |
| ----------- | ------------- | ---------------- | ------------- |
| 1/3         | Shawn Springs | Cornerback       | Ohio State    |
| 1/6         | Walter Jones  | Offensive tackle | Florida State |
| 5/142       | Eric Stokes   | Defensive back   | Nebraska      |
| 6/174       | Itula Mili    | Tight end        | Brigham Young |
| 7/211       | Carlos Jones  | Cornerback       | Miami (FL)    |

## Staff
Fonte:

## Calendario
| Turno | Data               | Avversario           | Risultato          | Stadio                          | Record             | Pubblico           |                    |                    |                    |
| 1     | 31/8/1997          | New York Jets        | S 3-41             | Kingdome                        | 0-1                | 53.893             |                    |                    |                    |
| 2     | 7/9/1997           | Denver Broncos       | S 14-35            | Kingdome                        | 0-2                | 55.859             |                    |                    |                    |
| 3     | 14/9/1997          | @ Indianapolis Colts | V 31-3             | RCA Dome                        | 1-2                | 49.194             |                    |                    |                    |
| 4     | 21/9/1997          | San Diego Chargers   | V 26-22            | Kingdome                        | 2-2                | 51.110             |                    |                    |                    |
| 5     | 28/9/1997          | @ Kansas City Chiefs | S 17-20 DTS        | Arrowhead Stadium               | 2-3                | 77.877             |                    |                    |                    |
| 6     | 5/10/1997          | Tennessee Oilers     | V 16-13            | Kingdome                        | 3-3                | 49.897             |                    |                    |                    |
| 7     | Settimana di pausa | Settimana di pausa   | Settimana di pausa | Settimana di pausa              | Settimana di pausa | Settimana di pausa | Settimana di pausa | Settimana di pausa | Settimana di pausa |
| 8     | 19/10/1997         | @ St. Louis Rams     | V 17-9             | Trans World Dome                | 4-3                | 64.819             |                    |                    |                    |
| 9     | 26/10/1997         | Oakland Raiders      | V 45-34            | Kingdome                        | 5-3                | 66.264             |                    |                    |                    |
| 10    | 2/11/1997          | @ Denver Broncos     | S 27-30            | Mile High Stadium               | 5-4                | 74.212             |                    |                    |                    |
| 11    | 9/11/1997          | @ San Diego Chargers | V 37-31            | Qualcomm Stadium                | 6-4                | 64.616             |                    |                    |                    |
| 12    | 16//1997           | @ New Orleans Saints | S 17-20 DTS        | Louisiana Superdome             | 6-5                | 50.493             |                    |                    |                    |
| 13    | 23/11/1997         | Kansas City Chiefs   | S 14-19            | Kingdome                        | 6-6                | 66.264             |                    |                    |                    |
| 14    | 30/11/1997         | Atlanta Falcons      | S 17-24            | Kingdome                        | 6-7                | 52.584             |                    |                    |                    |
| 15    | 7/12/1997          | @ Baltimore Ravens   | S 24-31            | Memorial Stadium                | 6-8                | 54.395             |                    |                    |                    |
| 16    | 14/12/1997         | @ Oakland Raiders    | V 22-21            | Oakland-Alameda County Coliseum | 7-8                | 40,124             |                    |                    |                    |
| 17    | 21/12/1997         | San Francisco 49ers  | V 38-9             | Kingdome                        | 8-8                | 66.253             |                    |                    |                    |

## Classifiche

### Division
| (1) Kansas City Chiefs | 13 | 3  | 0 | .813 | 375 | 232 | V6 |
| (4) Denver Broncos     | 12 | 4  | 0 | .750 | 472 | 287 | V1 |
| Seattle Seahawks       | 8  | 8  | 0 | .500 | 365 | 362 | V2 |
| Oakland Raiders        | 4  | 12 | 0 | .250 | 324 | 419 | S5 |
| San Diego Chargers     | 4  | 12 | 0 | .250 | 266 | 425 | S8 |

## Leader della squadra
| Leader della squadra   |                  |       |
| Categoria              | Giocatore        | N.    |
| Yard passate           | Warren Moon      | 3.678 |
| Touchdown passati      | Warren Moon      | 25    |
| Yard corse             | Chris Warren     | 847   |
| Touchdown su corsa     | Steve Broussard  | 5     |
| Ricezioni              | Joey Galloway    | 72    |
| Yard ricevute          | Joey Galloway    | 1.049 |
| Touchdown su ricezione | Joey Galloway    | 12    |
| Sack                   | Michael Sinclair | 12,0  |
| Intercetti             | Darryl Williams  | 8     |